# 吉江石之助
吉江 石之助（よしえ いしのすけ、1866年7月24日（慶応2年6月13日） - 1935年（昭和10年）3月8日）は、大日本帝国陸軍軍人。最終階級は陸軍中将。位階勲等功級は正四位勲二等功四級。

## 経歴・人物
福井藩士・吉江徳衛の長男として越前国（現・福井県）に生まれ、1894年（明治27年）家督を相続する。本籍は東京府、のち静岡県。
1891年（明治24年）陸軍士官学校第2期卒業。翌年、陸軍歩兵少尉に任官。1902年（明治35年）陸軍大学校第16期卒業。
東京防禦総督部副官、近衛師団副官、第13師団参謀、歩兵第31連隊附、第14師団参謀、歩兵第59連隊附を経て、1912年（明治45年）4月に陸軍歩兵大佐・関東都督府高級参謀に任官。この間、日清戦争および日露戦争に従軍した。
ついで1913年（大正2年）7月に歩兵第47連隊長、1915年（大正4年）4月に第5師団参謀長を経て、1917年（大正6年）8月に陸軍少将・歩兵第30旅団長に任官し、シベリア出兵に従軍。旅団長としてザバイカル方面における警備および治安維持に当たった。
その後、1921年（大正10年）7月に陸軍中将に進級と同時に待命し、同年11月に予備役に、1930年（昭和5年）4月に後備役に編入した

## 著作
- 『大姑陥戦紀念録』山口道正、1901年。
- 監修『明治天皇御製読本. 天之巻 忠君愛国篇』聖書房、1933年。
- 監修『明治天皇御製読本. 人之巻 御聖徳篇』聖書房、1933年。

## 栄典
位階
- 正四位[1]

勲章等
- 勲二等瑞宝章[1]
- 勲二等旭日重光章[1]
- 功四級金鵄勲章[1]

外国勲章佩用允許
- 第三等双龍宝星（en）[1]
- 第二等双龍宝星[1]
- 第二等陸軍武功勲章（スペイン）[1]

## 親族
- 妻：吉江たけ（陸軍中将・小野寺重太郎の妹）[3]
- 長男：吉江誠一（陸軍中佐、第7代陸上幕僚長）[3]
- 長女：澄子（陸軍軍人・小野操一郎の妻）[3]
- 次女：富美子（陸軍中将・村木竹雄の妻）[3][8]
- 妹：花野（陸軍軍人・吉見隆治の妻）[3]